# Ниобий-титан
Ниобий-титан (Nb-Ti, ниобийтитан) — сплав, интерметаллид ниобия и титана, переходящий в сверхпроводящее состояние при понижении температуры ниже 9,2 К, является низкотемпературным сверхпроводником второго рода. Используется для создания сверхпроводящих магнитов. Впервые синтезирован в 1962 году в Atomics International, США.

## Применение

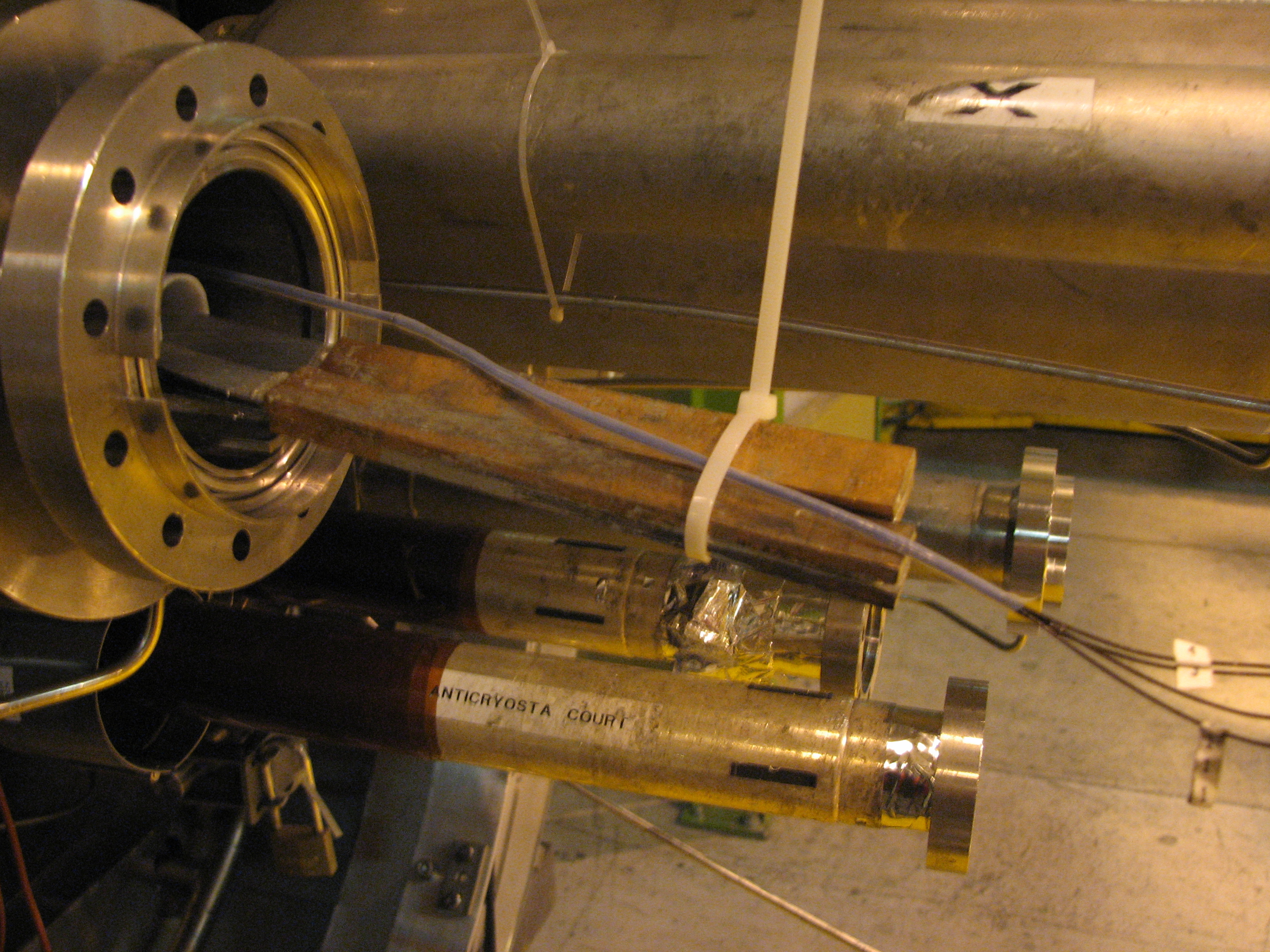
Провода из Nb-Ti внутри дипольного магнита Большого адронного коллайдера

Магниты на основе Nb-Ti используются как в крупных проектах (БАК, ITER, Tevatron), так и в большей части коммерчески доступных магнитных систем (например магниты для МРТ).
Как правило, многожильные провода из Nb-Ti находятся в медной или алюминиевой матрице, что позволяет стабилизировать их в случае перехода в нормальное состояние. Для охлаждения магнитов из Nb-Ti обычно используется жидкий гелий (температура кипения 4,2 К), газообразный гелий, в некоторых случаях применяется даже сверхтекучий гелий (ниже температуры 2,17 К).
В России исследованием ниобий-титана и ниобий-олова занимаются ВНИИНМ и Курчатовский Институт. Токонесущие элементы из Nb-Ti для международного проекта ITER производились в 2009—2015 годах на Чепецком механическом заводе в г. Глазов (Удмуртия).
- Соленоиды сверхпроводящих магнитов.
- Изготовление сверхпроводящих проводов.

Магниты на основе Nb-Ti используются в сверхмощных турбогенераторах КГТ-20 и КГТ-1000  на основе сверхпроводимости  , , и при разработке сверхпроводящих электрических машин.